# Opera
För andra betydelser, se Opera (olika betydelser).

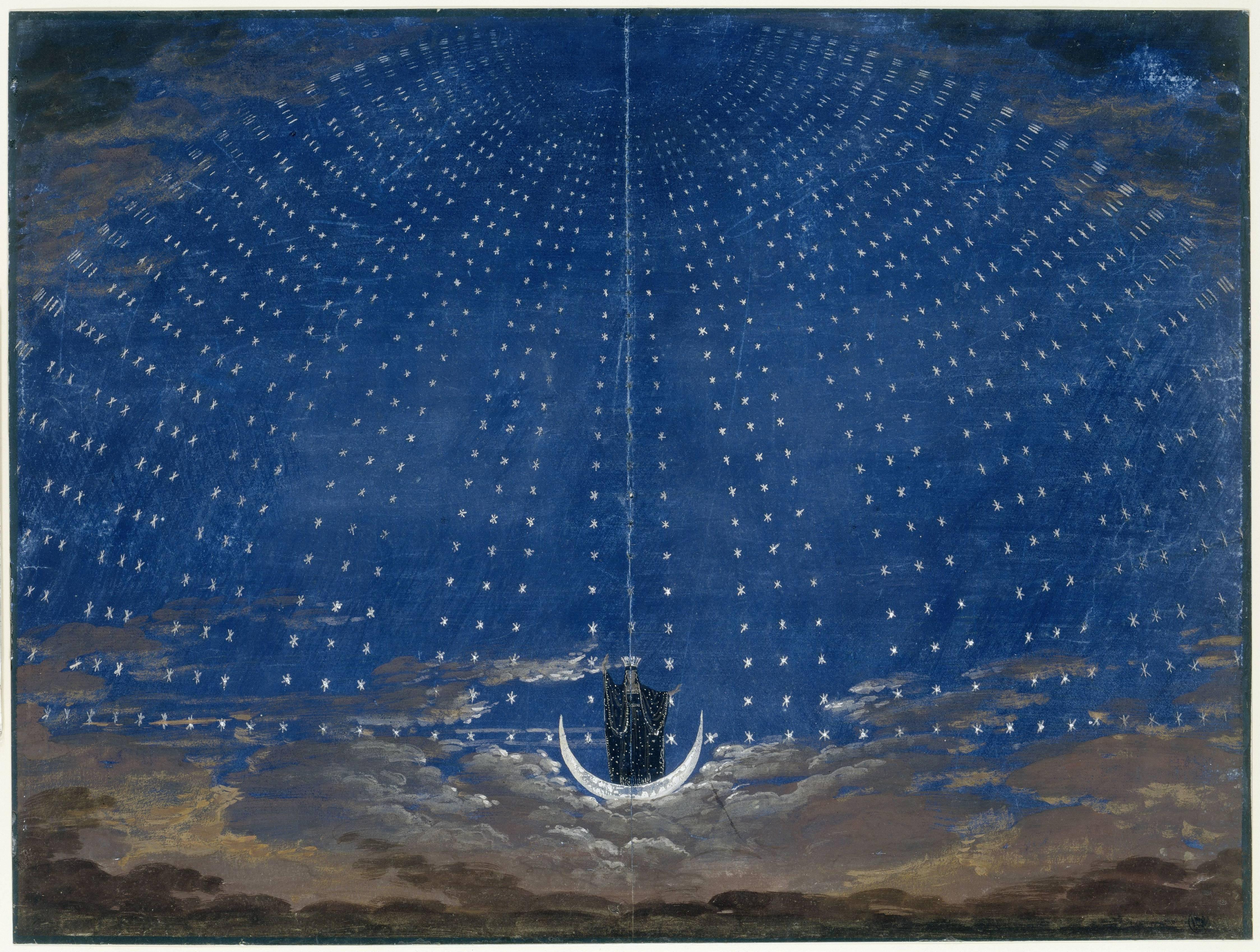
Scendekor för Trollflöjten.

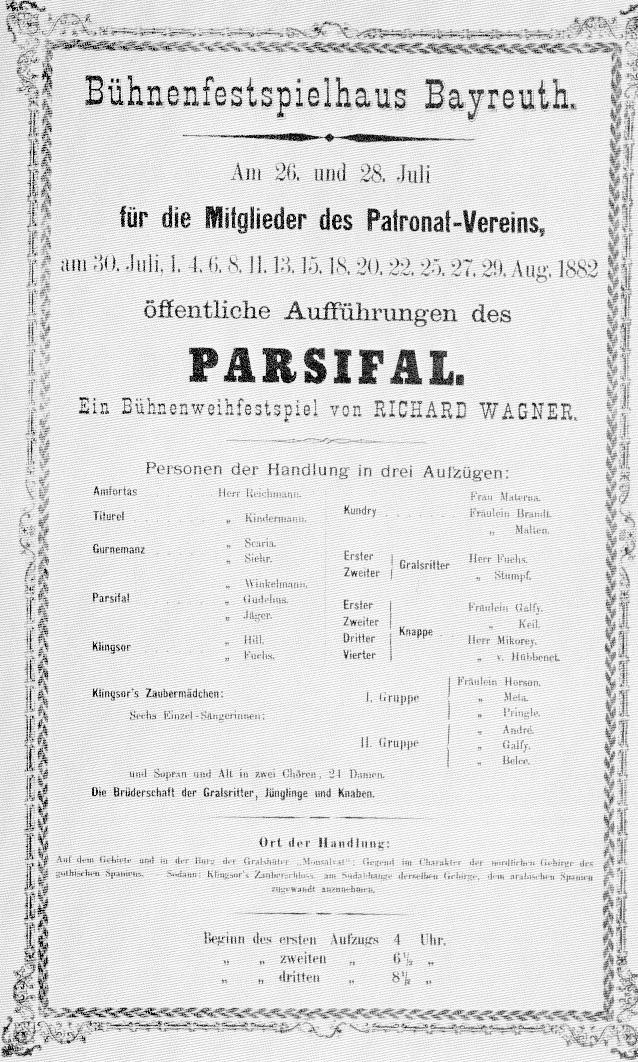
Affisch för uruppförandet av Wagners Parsifal.

Opera (italienska, förkortning av opera in musica, "musikaliskt verk", ursprungligen dramma lirico, dramma per musica, "dramatisk framställning genom musik") är en form av musikteater.
Det finns många undergenrer och stilistiska inriktningar, alla förankrade i sin tids olika musikaliska och teatraliska strömningar. Operan använder sig i regel av symfoniorkester, kör, och skolade sångare (solister), ofta med skiftande rösttyper, egenskaper, och dramatiska funktioner. Dans, såsom mim och balett är några av de scenkonster som oftast integrerats i operaföreställningar. Traditionell opera innefattar också, till skillnad från exempelvis oratorier eller kantater, fullt teatraliskt sceneri och är i behov av belysning, smink, kostymer, rekvisita, dekor med mera.
Ordet opera kan ses som pluralformen av latinets opus, som betyder verk eller arbete. Benämningen har också överförts till liknande teaterformer från olika delar av världen (exempelvis kinesisk opera). Detta indikerar ingen gemensam bakgrund med operan, utan är en ren analogi. En form som däremot är besläktad är den spanska zarzuelan.
Opéra comique kallas en operagenre som även innehåller talad dialog. Opéra comique är ofta komisk, men inte alltid. En närbesläktad form är opera buffa, men där sjungs all dialog. Dessa två former sätts ofta i motsats till andra genrer som opera seria eller opera grave (mer om detta nedan). Opéra comique kan ses som en föregångare till operett.
Enligt Karl Gerhard handlar det om opera "när man sticker kniven i någon och det kommer ut sång istället för blod".

## Historia

### Tidiga föregångare till formen
Även om dessa tidiga former där musik och drama sammanförts inte kan betecknas som opera så är de ändå bevis på att idén i sig inte är ny:
- De antika grekiska mysteriespelen innehöll sjungna dramatiska partier.
- Under medeltiden uppfördes olika liturgiska spel som påskspel eller dramatiseringar av andra bibliska motiv. Uppföranden skedde oftast på platsen framför kyrkan. I Italien kallades spelen för Sacre Rappresentazioni och utvecklades till oratorium och formen som blev opera. Bidragande till att formen blev populär under renässansen var skapandet av teaterhus, med för tiden imponerande scenmaskinerier med skjutbar dekor. I Venedig till exempel, öppnades det första kommersiella ”operahuset” den 6 mars 1637 med betalt inträde – ursprungligen uppfördes kristna religiösa spel Sacre Rappresentazioni på italienska. Inom kort hade ”nästan” varje välmående församling en egen teater.
- Under renässansen tog Sacre Rappresentazioni steget in i det profana livet först vid hovet i Mantua med madrigaler, bland annat med Orazio Vecchis L’Amfiparnasso (efter 1425), som är ett berättande madrigalspel och Polizianos Ofeo (1472). Från Mantua spreds formen till de andra italienska hoven hos maktfamiljerna Sforza, Visconti, Gonzaga, d’Este och Medici i Ferrara, Florens, Milano, Venedig, Rom och Neapel. Spektaklen som utvecklades innehöll målade scenbilder (ofta av storheterna som Leonardo da Vinci, Rafael), madrigalsånger, instrumentalt ackompanjemang och en dramatisk handling. Spelen uppfördes vid större festligheter som bröllop i maktfamiljerna. Till exempel vid ett bröllop 1565 i Medicifamiljen uppfördes Cupid och Psyché med madrigaler av Francesco Corteccia och instrumentala mellanspel (entr’acte) av en liten orkester bestående av fyra cembali, fyra violiner, två tromboner, två lutor, två tenorblockflöjter, flöjt och kornett. Berättelserna som var populära var ofta tagna ut grekisk och romersk mytologi – Apollos seger över ormen, Dafne, Orfeo, Euredice, Grevinnan från Giunone och Minerva, för att ta några exempel.
- Camerata Fiorentina, Florentincameratan, var en grupp poeter, musiker och tänkare som utvecklade recitativo – en friformsdeklamerande sång med enkelt ackompanjemang. Camerata Fiorentina bestod av patronen greven Giovanni Bardi (1534–1614), Ottavio Rinuccini (1552–1621), Jacopo Peri (1561–1633), Giulio Caccini (1550–1618) och Vinzenzo Gailei (1520–1591; Galileo Galileis far). Caccinis skrift Le Nuove Musiche (1602) formulerar teorin och visar tillämpning för Euredice.

### Italien 1500–1600-talet

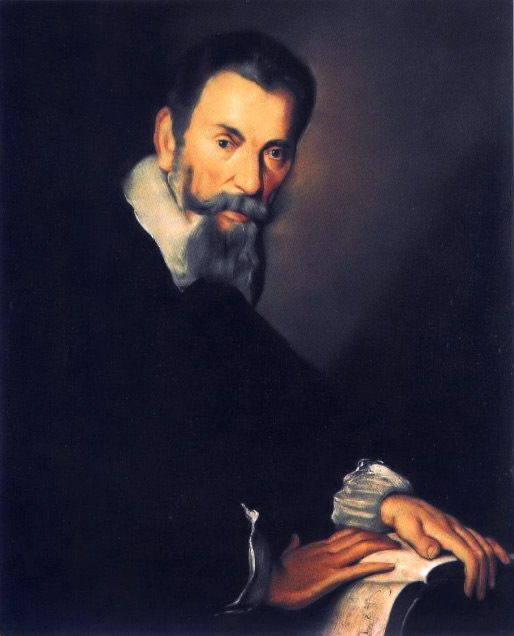
Claudio Monteverdi.

Claudio Monteverdis bedrift var att sammanfoga erfarenheterna från renässansen – madrigaler, teorierna från Caccinis Le Nuove Musiche, mognare instrumentering där större uppsättning av instrument gav en palett av klanger att bygga större och intressantare musikformat. Hans första opera Orfeo innehåller recitativ, aria, duett och kören och orkestern spelar en viktig roll.
Monteverdis Arianna som sattes upp 1608 för bröllopet hos Gonzagas i Mantua uppvisade den nya underhållningen och formen togs upp i de närliggande städerna (först Toscana och Lombardiet, och därefter i Rom och Neapel) som en variant av tävlan – Giovanni Battista Guarinis Il Pastor fido och Torquato Tassos Gerusalemme liberata (Jerusalems befrielse). Formerna i de olika städerna uppvisade tidigt skillnader – San Alessio av Stefano Landi med librettot av 
Cardinal Rospigliosi avviker starkt från Mantua- och Florensformen, bland annat genom att använda kristen legend istället för antik mytologi.
I Parma byggde Cosimo II de’Medici, storhertig av Toscana, en stor teater för Jacopo Peris Dafne, den första teatern med skjutbar scen. Där uppfördes 1628 Monteverdis Mercurio e Marte som var ett spektakel av imponerande mått. Musiken till Monteverdis tolv tidiga operor (efter Orfeo) är inte bevarade, men hans två sista operor för Venedig Il Ritorno d'Ulisse in Patria (1641) och L'incoronazione di Popea (1642) visar en mogen form och ses ännu som två mästerverk.
Operan slog igenom i Venedig och mellan 1637 och cirka 1700 byggdes 16 teatrar. De som försåg teatrarna med musik var dels Venedigskolan (den 2:a) (med Monteverdi och Francesco Cavalli), dels Tivolikompositören Francesco Manelli och vid sekelskiftet till 1700-talet Tomasso Albinoni och Antonio Vivaldi. I Venedig lärde teknikerna sig att utveckla imponerande scenmaskinerier som dels gav snabba scenbyten, dels rörliga effekter som förstummade publiken.
Den äldsta bevarade kompletta operan är Euridice av Jacopo Peri till libretto av Ottavio Rinuccini som uruppfördes i oktober 1600 i Florens. Monteverdis Orfeo räknas som världens första stora opera.

### Frankrike från 1500-talet tillfranska revolutionen

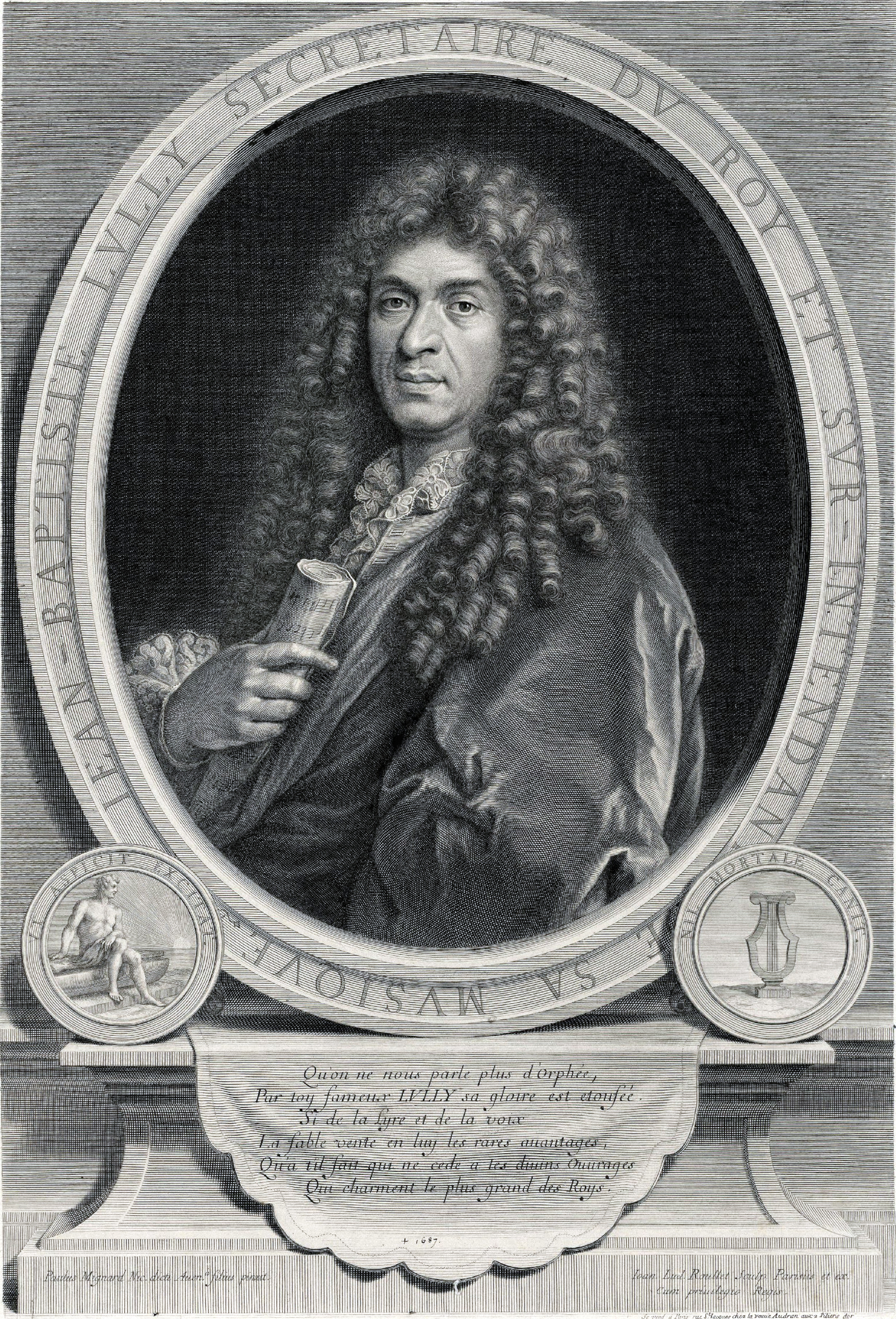
Jean-Baptiste Lully.

Utvecklingen av opera i Frankrike hade en annan form än den italienska. Italienska musiker som kom till landet, i samband med diverse högadliga bröllop och politiska visiter, hade med sig exempel på samtida italiensk operamusik. Luigi Rossis Orfeo sattes upp 1647 och Corneilles Andromède med avancerat scenmaskineri av florentinaren Torelli visades 1650.
I Frankrike kom dock dansen och baletten att få det stora inflytandet på konstformen. Det bidragande var Ludvig XIV:s starka intresse för balett som hörsammades av tonsättaren Jean-Baptiste Lully och författaren Molière. På sikt kom även Jean-Philippe Rameau fortsätta i Lullys spår.
De olika intressena ledde till en långvarig (ända in på 1800-talet) inbördes skepticism mellan Italien och Frankrike med återkommande pamflettkrig och missförstånd. Skillnaderna ligger egentligen i att italienare prioriterade musiken medan fransmännen valde handling och balett. Lully var en florentinare som efter sin ankomst till Frankrike kom att dominera musiklivet i landet. Lullys samarbete med Molière ledde till verk inom så kallad Comédie-Ballet med sång, dans, komedi och upptåg: La Mariage forcé (1664), La Princesse d'Elide (1664) och Le Bourgeois Gentilhomme (1670). Lully utvecklade recitativ genom att modellera musiken på den franska språkmelodin med noggrann rytm och intonation. Lullys orkestrering utvecklades i en bravurform med femstämmig struktur – ving-quatre violons du Roi (kungens 24 violiner) vilket snart var standarden vid hovet. Andra instrument som oboe och flöjt eller trumpeter användes vid pastorala eller krigsscener. Omväxlande långsamma och snabba tempo med fugativo-form kom att beteckna en fransk uvertyr. Lullys operor kunde bestå av 32 scener. Rameau utvecklade harmoniken och byggde ut kören från en- till flerstämmig med kontrapunktspråk, samt uppnådde högre dramatik i musiken. Air som var fransk variant av italiensk aria var musikaliskt enklare och hade mindre vikt i operan och var aldrig lika dominerande som den italienska.
Medan Lully och Rameau dominerade hovmusiken, kom mellanklasserna och de lägre klasserna att uppskatta underhållning på marknadsplatserna. Det intressanta i sammanhanget var motståndet från etablerade balett-, teater- och musikinstitutioner som hade monopol på uppföranderätten. Det ledde till att former som kringgick de noggranna reglerna – istället för dialoger användes en narrator och mimande skådespelare, istället för att tala sjöng aktörerna; när även detta blev förbjudet ordnades allsång för publiken och även mimande skådespelare och hans eller hennes tal som text på en rullande banderoll, ungefär som undertexter på tv. Fenomenet kom att kallas opéra-comique och blev omåttligt populärt. I anslutning till Saint-Germain-marknaden 1715, uppstod opéra-comique française som gick ihop med comédienne-italienne och öppnade för nya utvecklingsmöjligheter. Pièces en vaudevilles – dramatisk handling med avbrott för populära melodier var huvudformen och pekade mot tyska Singspiel och framtida operetter.

### England 1600–1700-talet

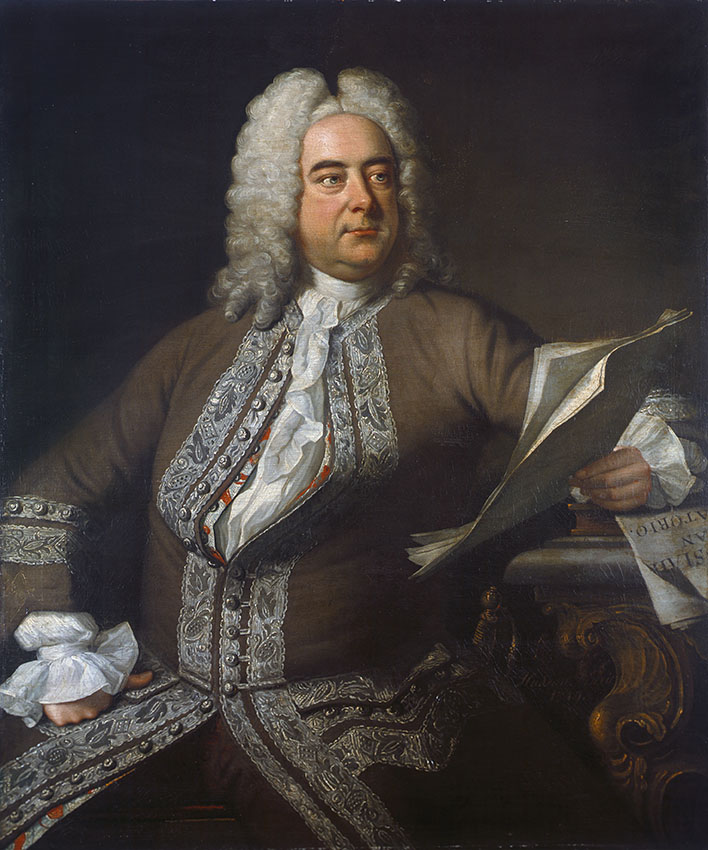
Georg Friedrich Händel.

England befann sig i inbördeskrig under 1600-talet vilket störde mycket av kulturlivet, och det var ingen naturlig utveckling från den blomstrande elisabetanska tiden. Med Thomas Shadwell gjordes tidiga försök att använda musik i teatersammanhang, i Shakespeare-stycken. Shadwell satte 1673 upp Psyché uppbyggd enligt samma mönster som Molières och Lullys comédie-ballet med samma namn. Sångerna till Shadwells Psyche var skrivna av Locke och instrumenteringen var gjord av en italienare med namn Giovanni Battista Draghi. Henry Purcell (1659–95) skrev troligen 1689 en opera för unga damer Dido and Aeneas. Dido var startskottet till stor produktivitet hos tonsättaren. Inom sex år skrev han fyrtio verk och ytterligare fem ”halvoperor” – bland annat Dioclesian, King Arthur, The Fairy Queen och The Tempest.
Inflytandet från italiensk opera var litet och få italienska operor sattes upp före Georg Friedrich Händels Rinaldo (1711). Händel kom att dominera det engelska operalivet med flera av sina mästerverk som Giulio Cesare in Egitto (Julius Caesar; 1728), Orlando (1733), Alcina (1735), Serse (Xerxes; 1738). Händels operor är ariaoperor enligt Neapelskolans form (bland annat Alessandro Scarlatti). Viss framgångsrik reaktion mot italiensk opera förekom från och med The Beggar’s Opera av John Gay (libretto) och John Christopher Pepush (musik), som kan betecknas som en balladopera. Thomas Augustine Arne (1710–78) producerade ett antal engelskspråkiga operor, framför allt lätta komedier, Thomas and Sally (1760) och Love in a Village (1762).
Trots att både Purcell och Händel kom att utveckla operan till avancerade nivåer hade de ringa inverkan på utvecklingen av konstformen i det stora. Geografin satte effektivt England i periferin.

#### Musikexempel
- Händels opera Tamerlano med Trevor Pinnock på magnatune.com (MP3, komplett) akt1, akt2, akt3
- Purcells opera The Fairy Queen MP3, ljudexempel

### Opera seria

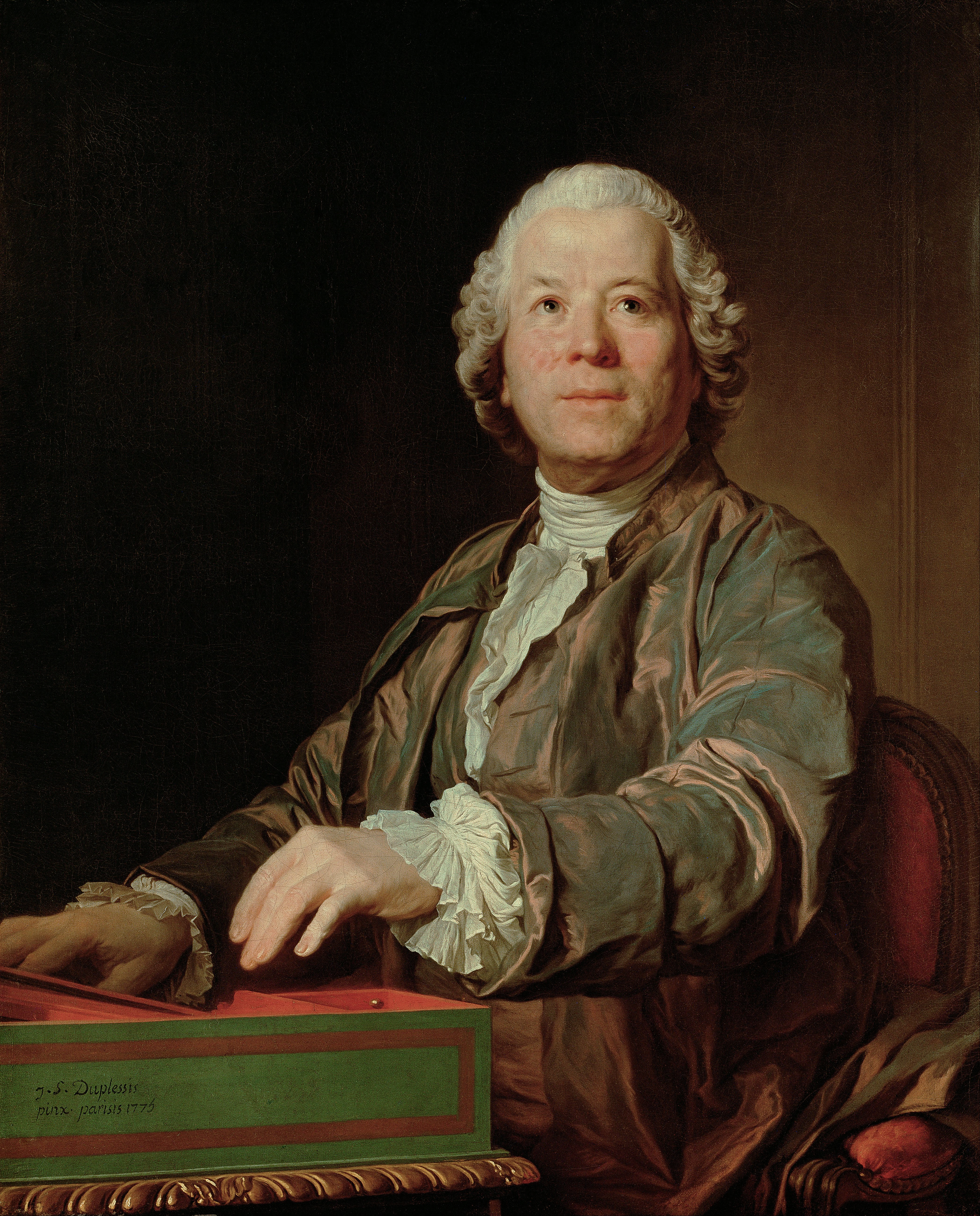
Christoph Willibald Gluck.

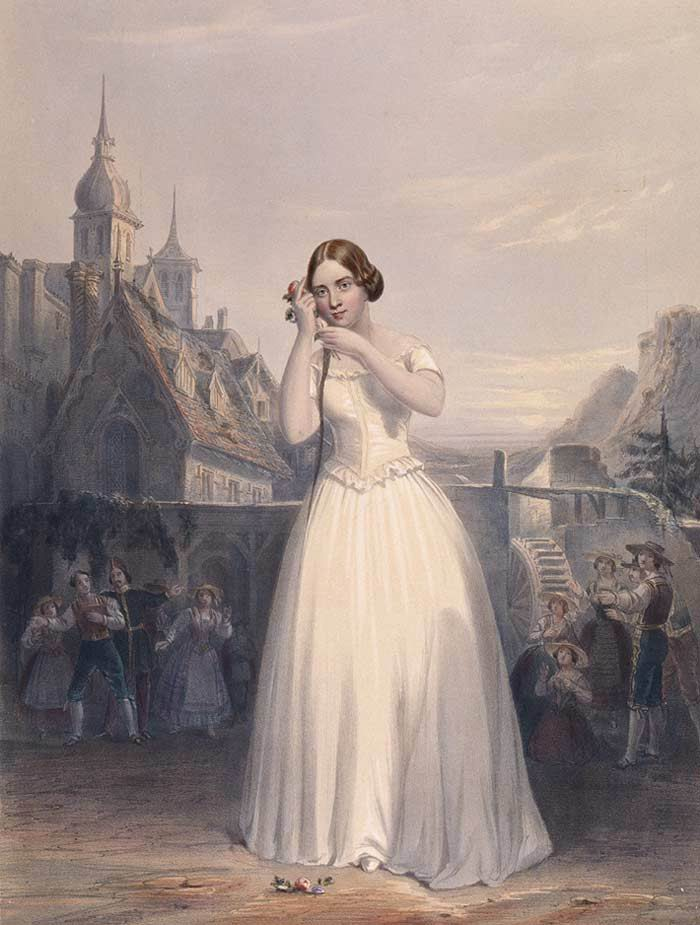
Jenny Lind som Sömngångerska i Bellinis opera.

Opera seria – den allvarliga operan utvecklades från hovoperan till skillnad från opera buffa som hade sina rötter i folklig underhållning och gyckelspel inom commedia dell'arte.
Hållpunkterna är:
- Venedigskolan med Claudio Monteverdi som viktigaste företrädare
- Neapelskolan med Alessandro Scarlatti, samt Händel, Hasse och Haydn utanför Italien
- Christoph Willibald Glucks reform baserad på Francesco Algarottis skrift Essay om opera (1755)
- bel canto-operor med Bellini, Donizetti, Rossini är en naturlig förlängning av denna utvecklingslinje

Hovoperan var en uppvisnings- och förströelseform för kungar, furstar och kejsare. Monarken anställde tonsättare, poeter, musiker och dansare, och förväntade sig underhållning och att kunna visa sin status för gäster. Därför fanns de rikaste operamiljöerna i städer som Paris, Wien, Dresden och Berlin. Vid de tyska och österrikiska hoven dominerade ofta italienare eller tyskar som studerade i Italien. Bilden av Mozart kolliderande med italiofilerna i Wien i filmen Amadeus är nog ingen större överdrift. De rundturnerande castrati (kastraterna) som Farinelli, Senesino, Nicolini och Caffarelli var den tidens firade rockstjärnor som gav extra glans åt föreställningarna.
Karaktäristiska drag för opera seria är en växelvis förekomst av aria och recitativ, där aria ofta är ett melodiskt sångbart stycke med vissa uppvisningselement, medan recitativ är ett berättande avsnitt, monolog eller ett samtal, som skall förse operan med dramatik och slussa till nästa aria. Från och med neapelskolan utvecklades ensemblesång – duetter, trior osv.
I och med neapelskolan började komiska mellanscener introduceras, så kallade intermezzi som annars hittades i opera buffa, för att lätta upp föreställningarna.
Ariorna i sig kunde vara av olika typer:
- aria cantabile – långsam och följsam aria
- aria da capo – 3-delad aria A-B-A (introducerad först av Monteverdi; sonatform)
- aria di bravura – uppvisning av teknisk och röstmässig skicklighet (introducerad under barocken)
- aria parlante – deklamerande aria
- aria di portamento – aria sjungen legato med långa toner och vördnadsfullt
- aria di mezzo carattere – mer passionerad sångstil
- aria all'unisono – duettsång där stämmorna ligger i oktav från varandra
- aria cabaletta – andra delen av en tvådelad aria
- aria cavata, eller cavatina – en sångbar aria utan repetition
- fler typer finns för att uttrycka speciella behov.

Recitativerna kunde vara:
- recitivo secco – med harmonistöd till sångaren på cembalo
- recitativo accompagnato – orkestrerat ackompanjemang till revitativen

Själva handlingen i de tidiga hovoperorna skulle aldrig vara för komplicerad, publiken skulle känna igen sig och ändå konversera med de galanta hovdamerna. En typisk handling kan sammanfattas med eget såpoperamönster:
- A älskar B, B älskar C, C älskar A
- någon klär ut sig och känns inte igen längre och skapar förvirring för ett par akter
- slavar är av kungligt blod
- en person måste överge sin älskade för att fullgöra en plikt
- etcetera

Opera seria-genren skakades om i mitten av 1700-talet, då det blommade upp en estetisk kontrovers som diskuterade fransk kontra italiensk opera, med utgångspunkt i frågan om vilken riktning som kunde anses som konstgjord, respektive naturlig och enkel. Den franske filosofen Rousseau, med sitt rop tillbaka till naturen, stödde den italienska skolan, även om han själv trodde mer på opera buffa. Francesco Algarotti som själv arbetade som librettist hos Fredrik den store, formulerade en programförklaring i Essay om opera (1755), som hörsammades av Christoph Willibald Gluck. Gluck, som var bosatt i Wien från 1747, skrev Orpheo ed Euridice och Iphigénie en Aulide med vacker enkelhet som motto. Gluck levererade operor både till Wien och Paris och därmed fick hans operareform spridning.
I Paris övergick den tidigare striden mellan franskt och italienskt till all bli ett krig mellan opera seria (Gluck), och opera buffa (Niccolo Piccinni). Glucks läror bars vidare, trots rivaliteten, av Niccolo Piccinni och Antonio Sacchini, (bland annat Dardanus 1784) i Paris och Antonio Salieri, (bland annat Les Danaïdes) i Wien. Gluck kan dessutom ses som fadern för den tyska operan – och en murbräcka för Mozart, Weber och Wagner.
I slutet av 1700-talet kom dock den renodlade opera seria med dess tema om gudar, hjältar och kungar att ha spelat ut sin roll – framtiden kom att ligga snarare i en moderniserad och hopslagen buffa/seria form.

### ”Komisk” opera: Opera buffa, Opéra comique, Singspiel
En typisk komisk opera blandar sångnummer (arior) med talade dialoger och formen har egentligen inget med humor att göra. Det finns gravallvarliga ”komiska” operor, liksom komiska opera seria. Till exempel den första versionen av Charles Gounods metafysiska opera Faust skrevs först som en opéra-comique, och senare omarbetade tonsättaren de talade partierna till sjungna.
Opera buffa uppfanns av Neapelskolan först som ett inskjutet underhållningsstycke i en opera seria. Det var ofta en komedi eller glad underhållning med rötterna i commedia dell'arte traditionen. Opera buffa blev också en självständig form av musikdrama – då en blandning av talad teater och sjungna arior. Anledningen till att formen utvecklades, var att den talade dialogen var säkrare som kommunikationsmedel med publiken – helt enkelt lättare att uppfatta än sång. Denna motivation ger klara linjer till den operett och musikal vi känner idag.
Giovanni Battista Pergolesi och Nicolò Piccinni, båda av en senare upplaga av neapelskolan kan vara representanter för opera buffa. Formen exporterades till tyskspråkiga länder. I Wien anammades formen av tonsättare som hade fått utbildning i Italien. Joseph Haydn skrev också ett 20-tal operor för Esterhazy-familjen. I Hamburg lärde sig också Georg Philip Telemann att behärska formen. Snart började tyskspråkiga spel, Singspiel, sättas upp. Först på plan var Der Teufel ist Los, översättning från engelska (The Devil to Pay) med musik av tysken Johan Christian Standfuss. Adam Hiller skrev mellan 1766 och 1777 ett dussin singspiel för teatern i Leipzig. I Frankrike har redan opéra-comique fått fotfäste som folklig underhållning (se ovan). Den franska opéra-comique hade också stort inflytande på singspiel under slutet av 1700-talet.

### Mozart

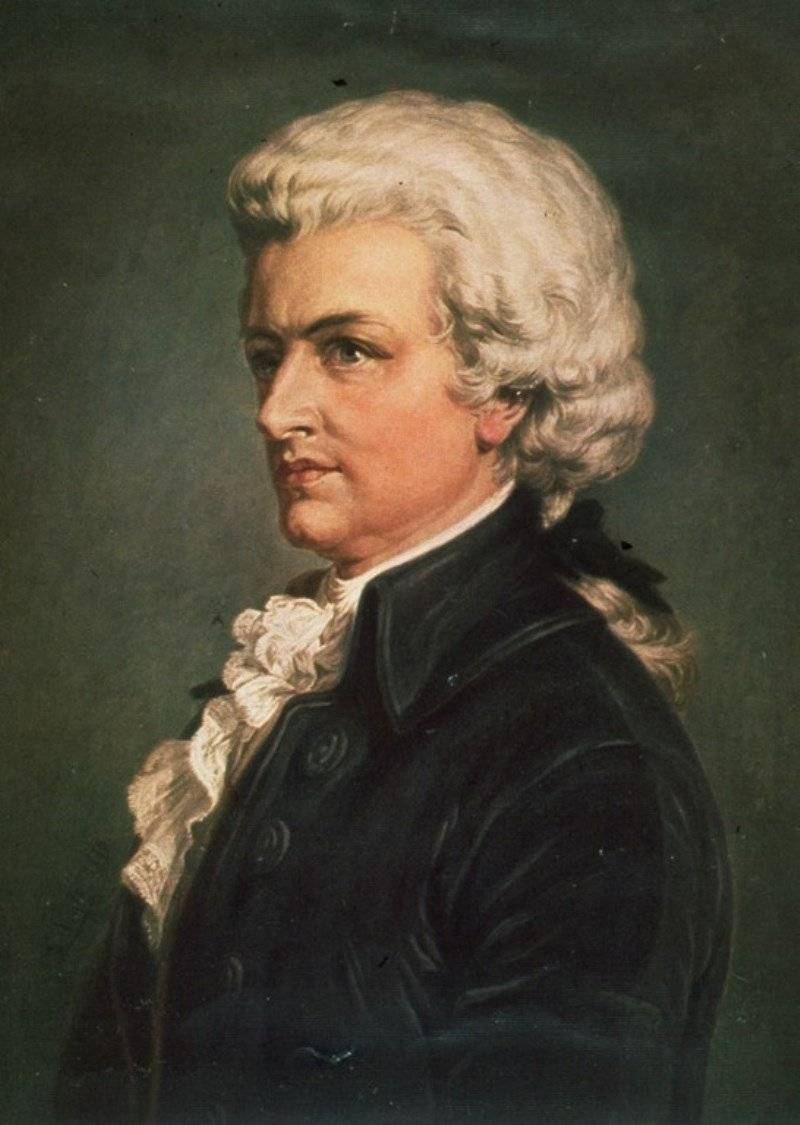
W.A.Mozart

Wolfgang Amadeus Mozart tog sig an operaformatet redan som tolvåring med sin Bastien och Bastienne, men hans betydelse för musikhistorien inleds då han i Wien får i uppdrag att sätta upp ett antal operor på beställning av kejsaren Joseph II. Mozarts naturliga begåvning för teater och utveckling av en egen polyfon stil gjorde att många av hans operor blev odödliga, trots att de mötte motstånd av den tidens styrande italieninriktade musikelit som inte hängde med rent musikaliskt.
Die Entführung aus dem Serail/Enleveringen ur seraljen (1782), Der Schauspieldirektor (1786) och Die Zauberflöte/Trollflöjten (1791) var alla singspiel på tyska. Hans övriga operor är italienska, och speciellt fruktbart var samarbetet med librettisten Lorenzo da Ponte med Le Nozze di Figaro/Figaros bröllop (1786) , Don Giovanni (1787) och Così fan tutte (1790).
Totalt skrev Mozart 22 sceniska verk. En del av dem är skrivna som opera seria (att konsumeras som hovopera) och har tillkommit när formen höll på att bli föråldrad, och även i våra dagar har de mest historiskt värde, trots genial musik – La Clemenza di Tito, Mozarts sista opera (1791), har mycket svårt att hävda sig.

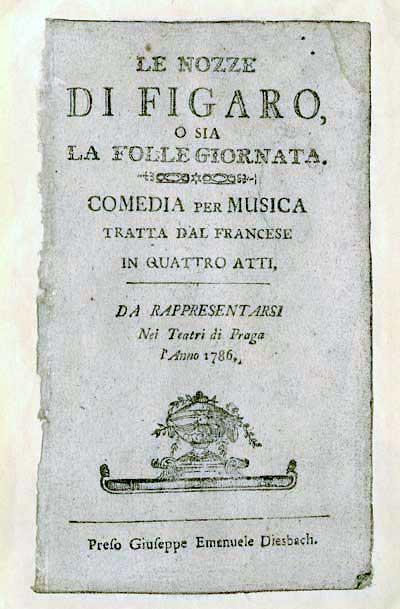
Frontsida till Figaros bröllop.

#### Musikexempel
- Mozart ur Die Entführung aus dem Serail, Durch Zärtlichkeit, Jennifer Graf MP3 piano+sopran
- Mozart Uvertyren till Figaros bröllop Daniele Giorgi och Orchestra Pistoiese Promusica MP3
- Mozart ur operan Figarops bröllop Hai gia vinta la causa... Vedro mentr’io sospiro, Zachary Gordin MP3

### Nationell medvetenhet och opera – 1800-talet

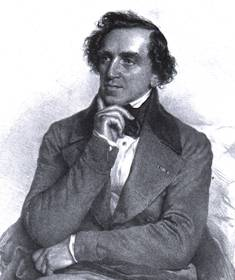
Giacomo Meyerbeer.

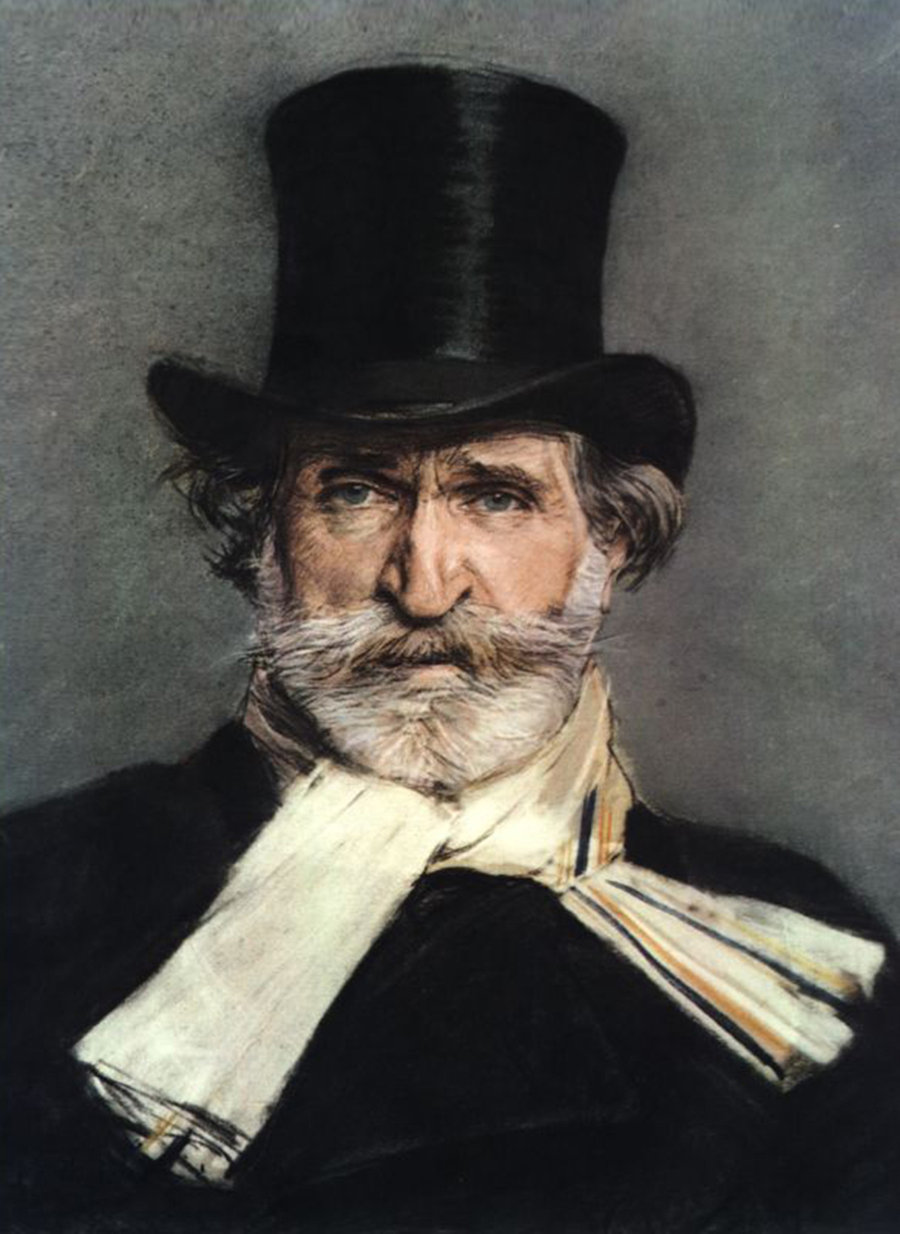
Giuseppe Verdi.

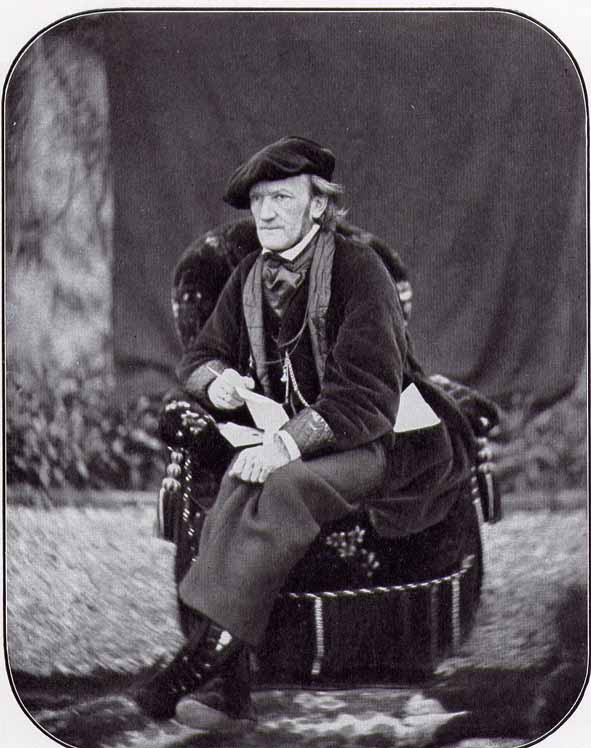
Richard Wagner.

Under 1800-talet, i spåren av den franska revolutionen och Napoleons krig uppstod antirojalistiska och nationalistiska spänningar i Europa. Folken sökte sin nationella identitet, och opera, som är en känslomässig konstform, passade perfekt för att kanalisera dessa tankar. Giuseppe Verdis namn råkade vara en förkortning som användes i kampen för att återskapa Italien. Mozarts tyskspråkiga operaförsök, liksom Beethovens Fidelio och Webers Friskytten banade vägen för Richard Wagner som medvetet sökte uttrycka sin vision av nationalism i forngermanska berättelser om Tannhäuser, Lohengrin, Parsifal och Nibelungens ring. På liknande sätt grävde danskar, holländare, polacker, ryssar, svenskar, tjecker med flera, fram sina nationella berättelser och tonsatte dem på sitt sätt, och på sitt eget språk.
Samtidigt pågick en fantastisk och explosionsartad utveckling av musikinstrumenten, harmoniläran och instrumenteringen, som ledde till att gränserna för musiken ständigt flyttades fram. Detta skedde inte utan att vännerna av den gamla ordningen protesterade våldsamt mot vad de uppfattade som skandalmusik.
Nästan alla större städer i Europa fick egna operahus eller teatrar som satte upp operor, och att gå på operaföreställningar och sjunga de senaste ariorna hemma var en viktig beståndsdel i det borgerliga kulturlivet. Pianosättningar av operaarior var den tidens föregångare till melodiradio som distributionskanal för schlager.
När operan i Paris blev befriad från hovet var det egentligen opéra-comique som vann, även om operan inte gav upp flärd och sensationer. Grand opera var en form av femaktsoperor i stort format med körer, baletter, mängder av statister och svulstiga historiska eller exotiska teman. Riktningen sattes upp av Aubers Den stumma från Portici, Rossinis Wilhelm Tell och Meyerbeers Robert le Diable. Den storslagna teatern attraherade även tonsättare som vi idag inte direkt förknippar med genren, som till exempel Richard Wagner och Giuseppe Verdi. Wagner blev senare stark motståndare till grand opera men kontakten påverkade ett par av hans operor och bidrog till hans musikaliska utveckling. Grand opéra har frambringat flera musikaliskt intressanta verk, som inte sätts upp speciellt ofta – Meyerbeers Afrikanskan, Profeten (Le Prophète) och Hugenotterna har satts upp under senaste åren och visar att de är klart hör- och sevärda.
Modifierad grand opéra-form, om än mindre svulstig, kom att dominera fransk opera under hela århundradet. Det finns en röd tråd från den ursprungliga grand opéran till Charles Gounods Faust (1859) och Romeo et Juliette, Ambroise Thomas med Mignon (1866), Camille Saint-Saëns med Simson och Delila (1877), Georges Bizet med Carmen (1875) och Les Pêcheurs de perles/Pärlfiskarna (1863), Jules Massenet med Werther, Le Cid, och inte minst Hector Berlioz med Béatrice et Bénédict (1862) och storformatoperan Les Troyens/Trojanerna (1858; uruppförd i helhet 1890), La Damnation de Faust/Fausts fördömelse (1846; numera uppförs oftast konsertant, det vill säga som ett oratorium) med mera.
I Italien utvecklades bel canto mest tack vare Rossini med efterföljarna Bellini och Donizetti. Rossinis operor är en uppvisning av rörliga röster och koloratur. Barberaren i Sevilla och La Cenerentola/Askungen, som exempel, har flera ekvilibristiska arior. Bellinis bidrag var att förena grand opéra med bel canto. Han var också mästare på att använda språkets naturliga melodi och rytm. Bellinis operor har alltid en stor dos sorgsna och allvarsamma känslor och vackra melodier som lyckas motväga hans rätt så banala instrumentering. Norma (1831), Puritanerna (1835) och La Sonnambula/Sömngångerskan (1831) hör utan tvekan till operalitteraturens höjdpunkter. Donizetti blev berömd som tonsättare till både sentimentala operor som Lucia di Lammermoor (1835) och komiska som Kärleksdrycken/L'Elisir d'amore (1832), även han sökte en syntes av grand opera och bel canto.
Giuseppe Verdi hade flera utvecklingsperioder där hans individuella stil utvecklades, med besök i både bel canto- och grand opéra-områden. Alla hans mogna tonsättningar blev odödliga nummer för alla operascener, till exempel Shakespeareoperorna Macbeth, Otello och Falstaff, liksom Schillers Don Carlos, samt Aida, Il Trovatore/Trubaduren, Maskeradbalen.
I Tyskland, som det nämndes ovan, kom den italienska operatraditionen att utmanas både språkmässigt och som en romantisk kulturrörelse. Mozarts Die Entführung aus dem Serail/Enleveringen ur seraljen (1782) och Trollflöjten (1791) använde tyska språket liksom då redan etablerade singspiel, som Wranitzkys Oberon, König del Elfen (1791). Beethovens Fidelio, som aldrig slog igenom, är ett annat exempel. Det stora genombrottet kom med ETA Hoffmanns Undine (1816) och Carl Maria von Webers singspiel Der Freischütz/Friskytten som sattes upp i Berlin 1821. Undine sågs som en länk mellan Trollflöjten och  Friskytten. Friskyttens framgång berodde på att den uppfattades som den mest tyska operan. Framgången med verket motiverade von Weber att följa upp med en opera seria Euryanthe och hans egen version av Oberon. Tyska tonsättarna Heinrich Marschner med Vampyren (1828) och Hans Heiling (1833), Ludwig Spohr med Korsriddarna (1845) , Albert Lortzing med Zar und Zimmermann (Tsar och timmerman) och Robert Schumann med Genoveva (1848) följde efter på det tyska spåret.
Då har Richard Wagner redan hunnit bli en etablerad operatonsättare. Han startade från grand opéra, med ett antal besök i Paris varvid Tannhäuser lyckades ställa till med en liten skandal i världsstaden (dock ej på grund av musiken). Wagner utvecklade snart sin personliga stil som kom att dominera den kulturella debatten i Tyskland – antingen var människorna för eller emot hans konst. Wagners styrka ligger i hans tonspråk som sprängde de harmoniska gränserna och revolutionerade drama och operatänkandet. Nibelungens ring, ett mastodontverk som sin helhet tar 14–16 timmar under fyra kvällar, och Tristan och Isolde med dödsstöten för dur/moll-systemet är de bästa exemplen på hans verk.
En fråga angående 1800-talsopera som saknar svar, är varför Wagner (1813–83) och Verdi (1813–1901) aldrig har kommenterat varandras verk; båda var firade storheter under sina liv och båda, speciellt Wagner, hade annars en hel del åsikter om samtida tonsättare. De hade dessutom gemensamma bekanta.
Operorna som är mest representativa för 1800-talet kan delas upp i:
- bel canto – i första hand tre mycket produktiva tonsättare: Bellini, Donizetti, Rossini
- grand opéra – fransk spektakulär operaform, med handling kring historiska händelser, representerad huvudsakligen av Auber och Meyerbeer. Även andra tonsättare som skrev grand opéra på yngre dagar: Rossini, Halévy, Spontini,  Wagner och Verdi.
- Verdi var en mycket produktiv tonsättare som passerade ett antal utvecklingsstadier och vars mogna verk blivit odödliga.
- Richard Wagner hade en mycket egensinning utveckling till en nydanare och pionjär för posttonal musik.
- Franska romantiker: Gounod, Léo Delibes, Massenet, Ambroise Thomas
- Fransk realism: Bizet, Massenet
- Italiensk realism och verismo: Puccini, Mascagni, Leoncavallo, Giordano, Boito
- Nationella operorna i Tjeckien (Janáček, Dvořák, Smetana), Polen (Moniuszko), Ryssland (Musorgskij, Tjajkovskij, Borodin), Ungern (Ferenc Erkel) etc.

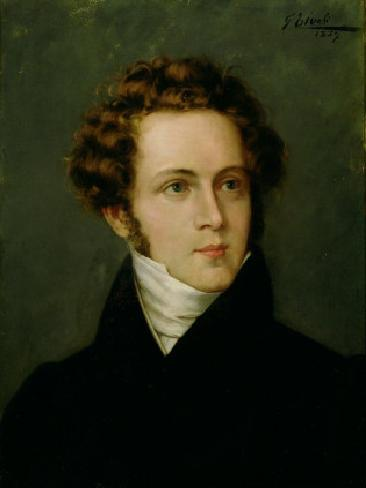
Vincenzo Bellini.
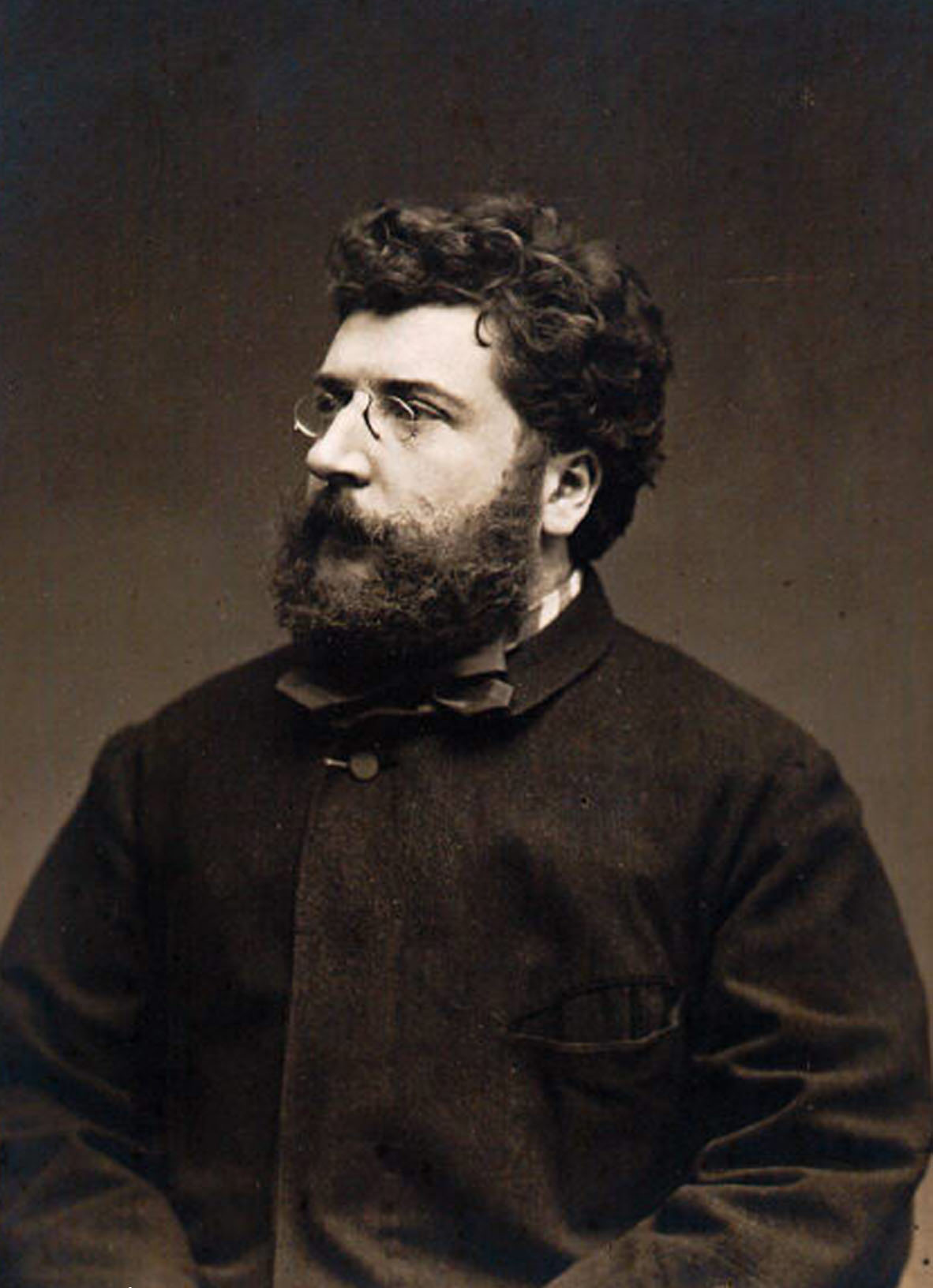
Georges Bizet
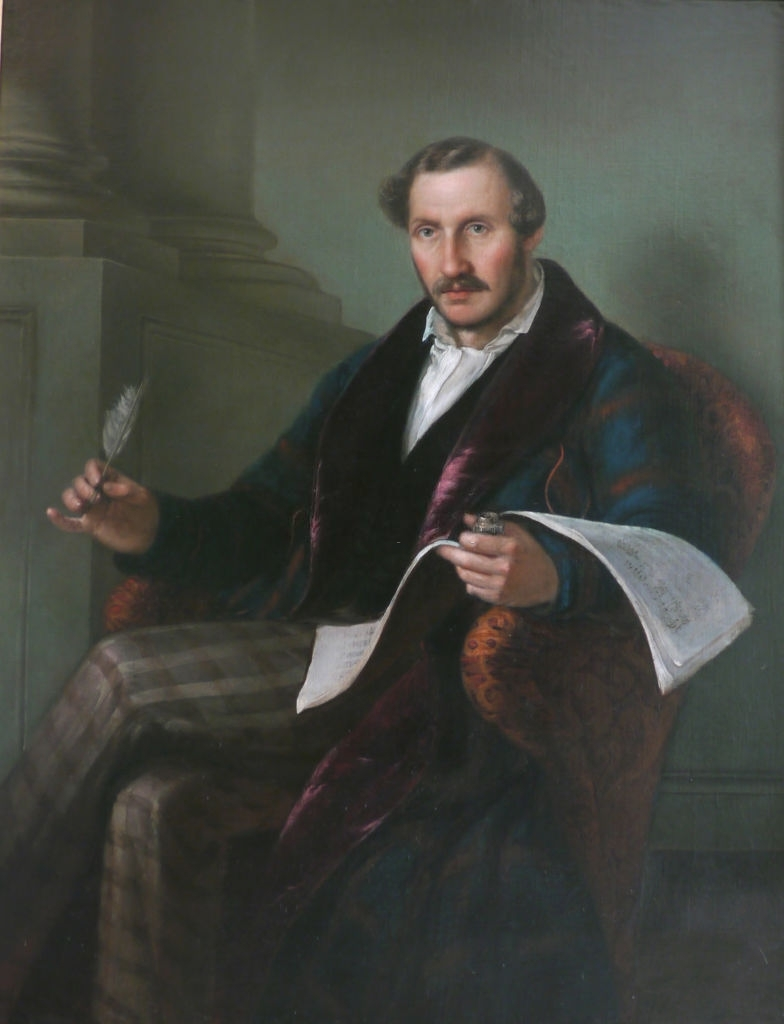
Gaetano Donizetti.
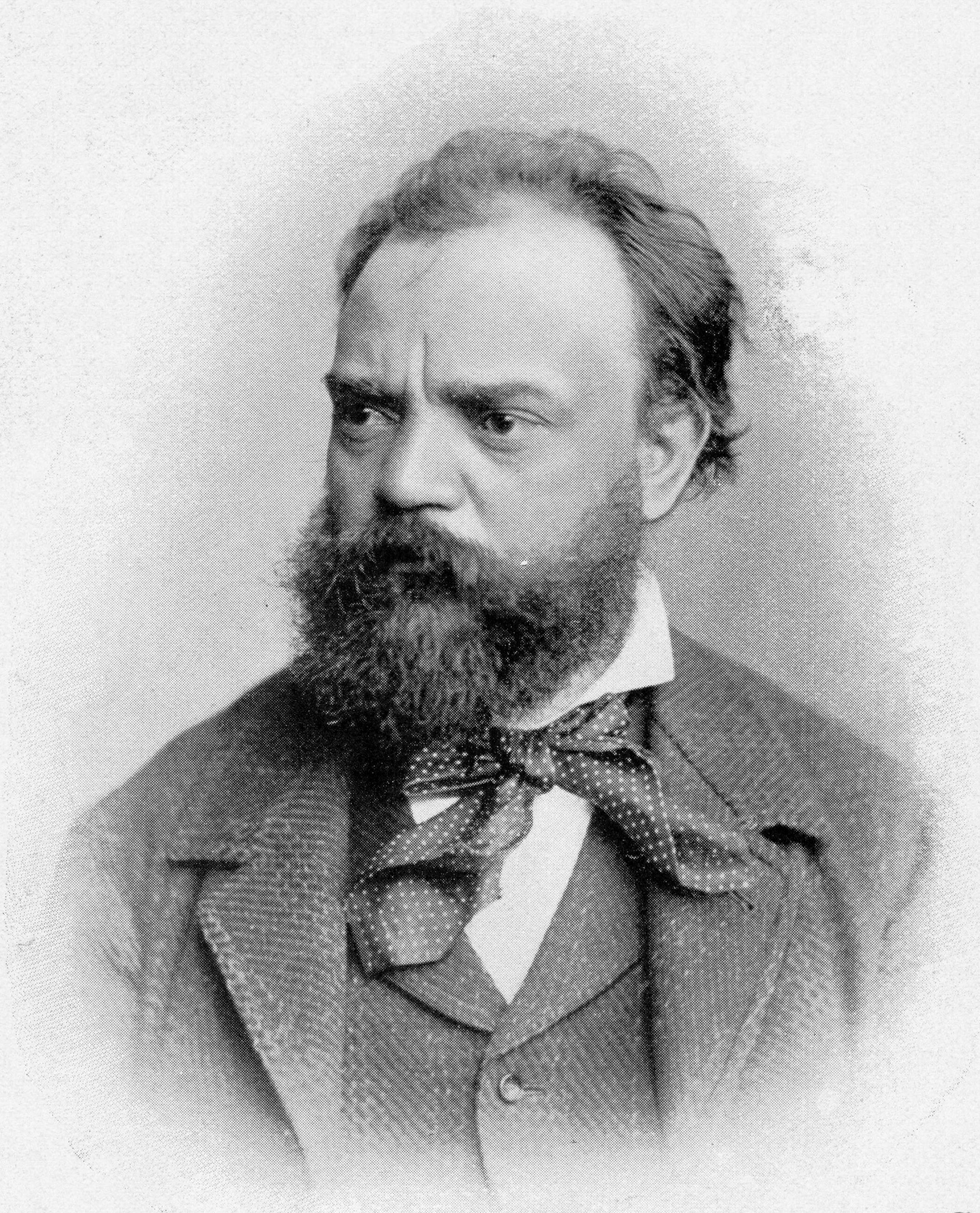
Antonín Dvořák.
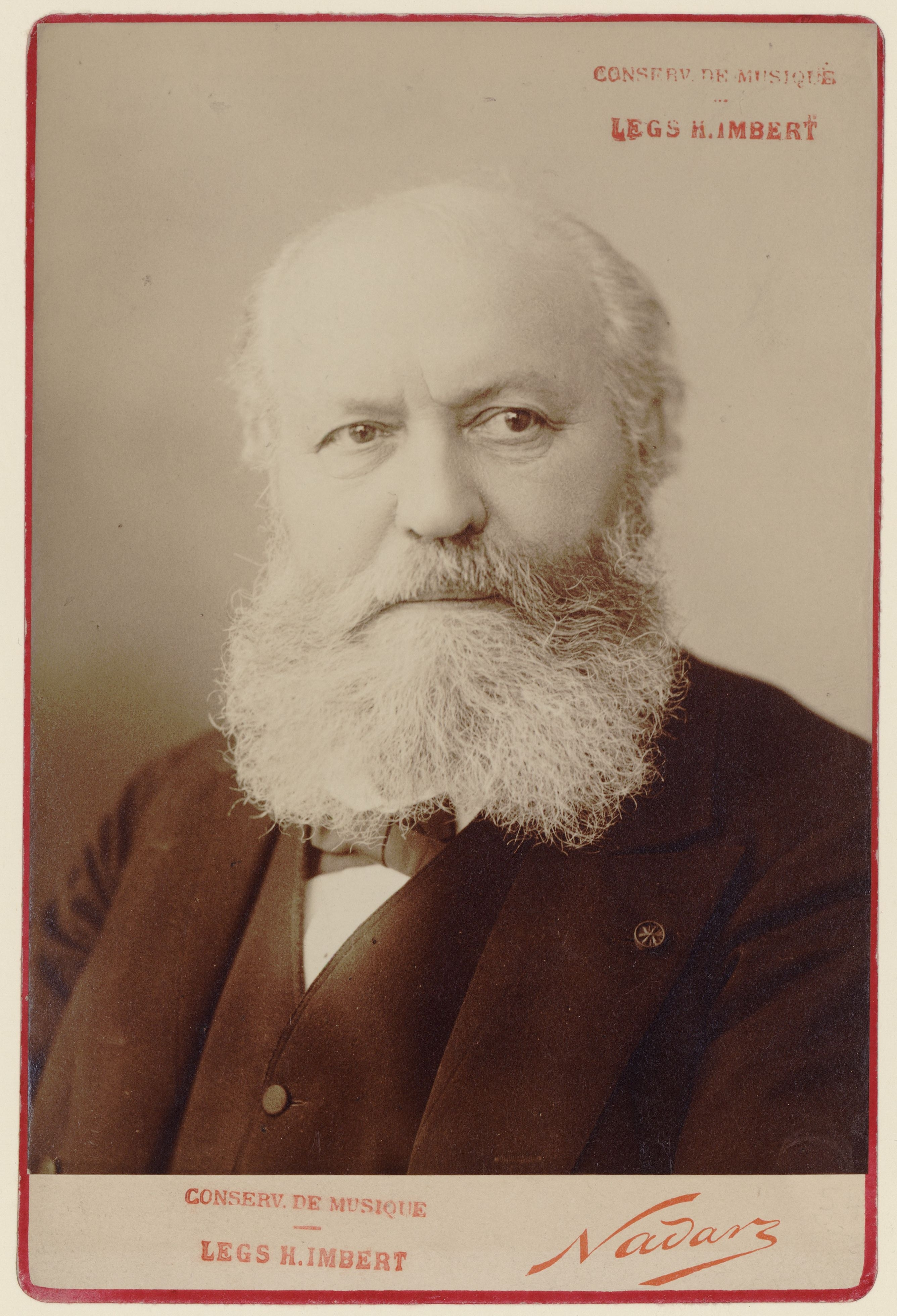
Charles Gounod.
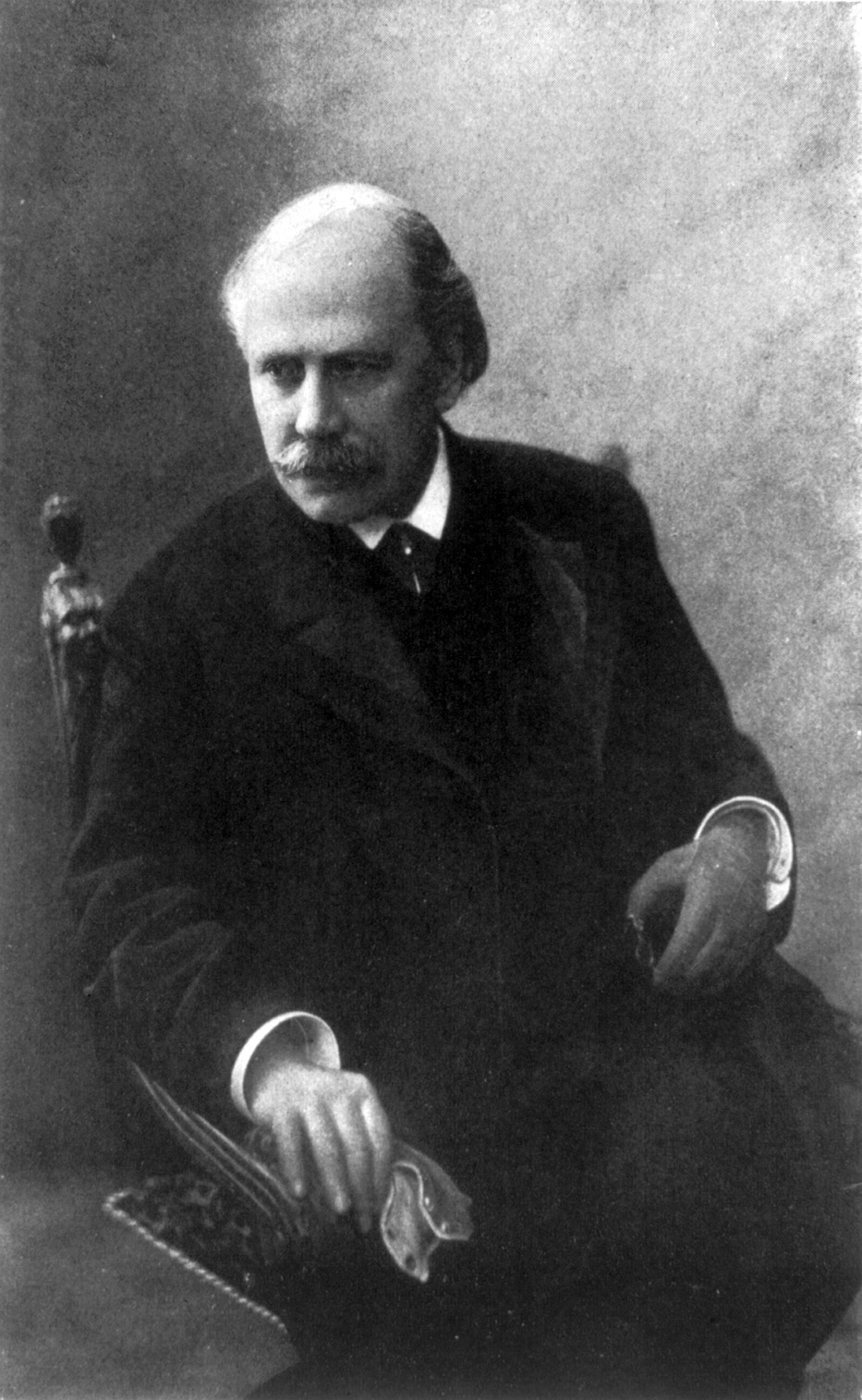
Jules Massenet.
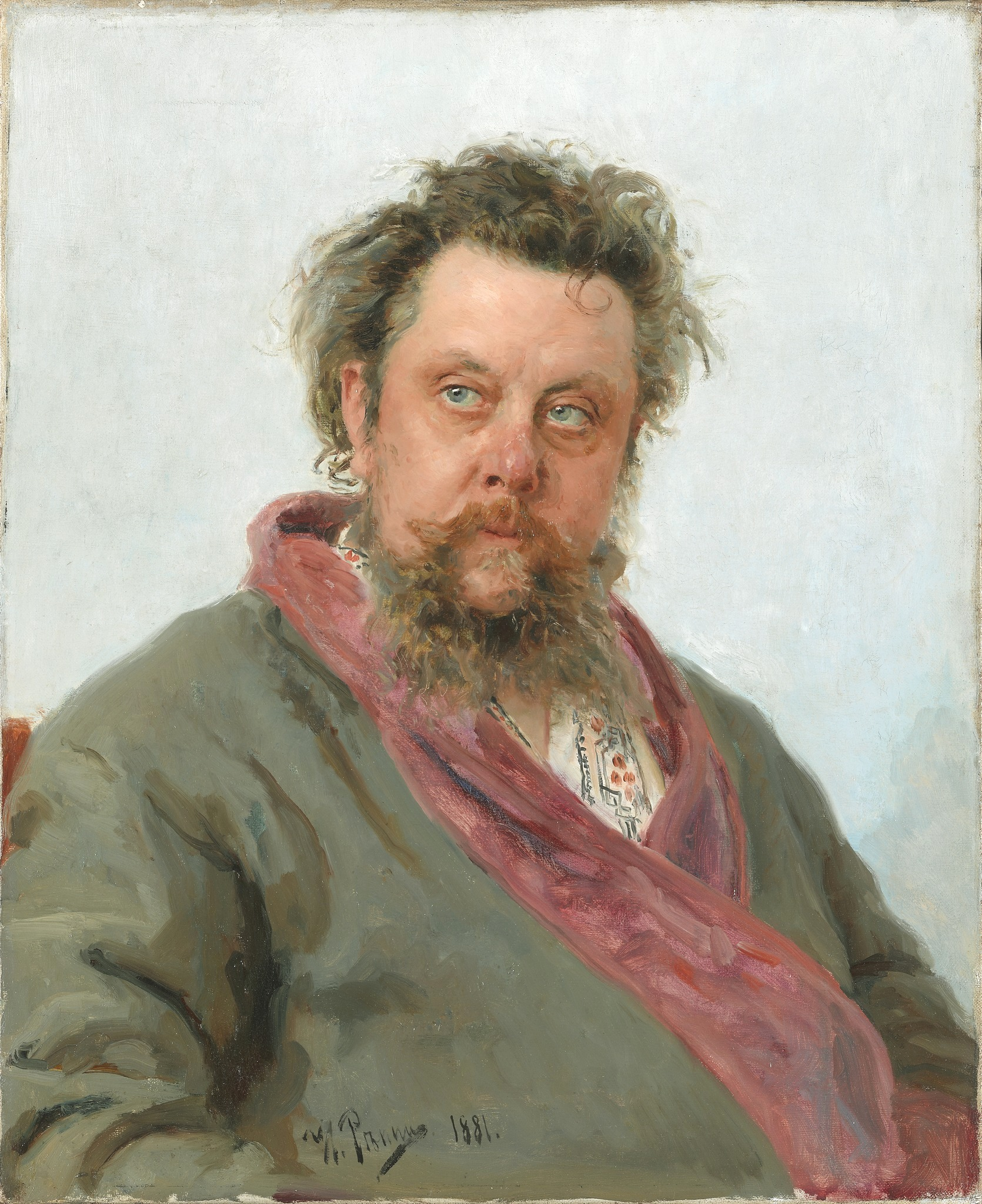
Modest Musorgskij.
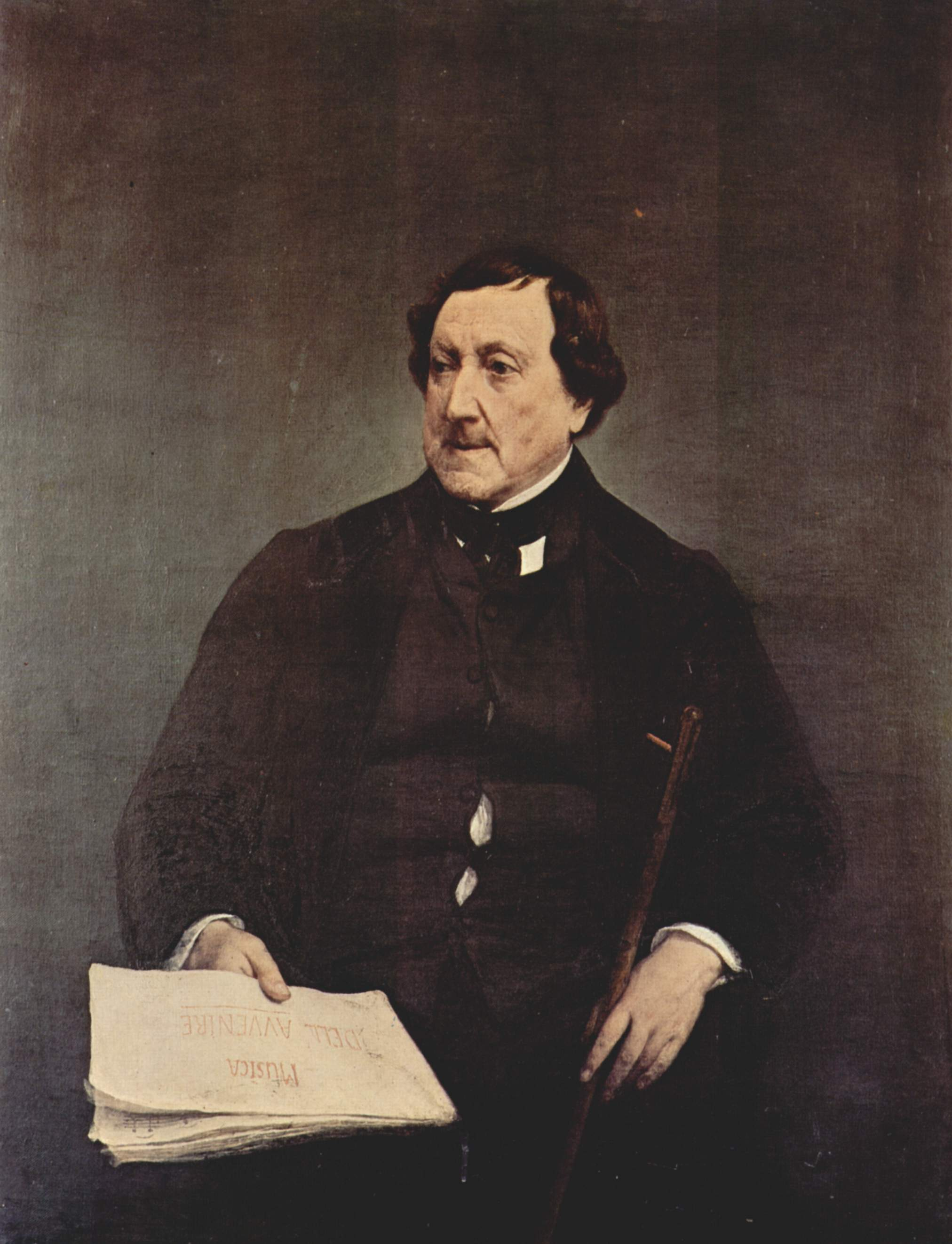
Gioacchino Rossini.

#### Musikexempel
- Bellini ur operan I Puritani: Suoni la tromba MP3-ljudexempel
- Bellini ur operan Norma: cavatina Casta Diva, Irina Vasileva Mp3 piano+sopran
- Dvorak ur operan Rusalka Sången till månen, Irina Vasileva AVI-Video
- Gounod ur operan Faust Avant de quitter ces lieux, Zachary Gordin MP3
- Massenet ur operan Manon – Suis-Je Gentille Ainsi, Anna Netrebko MP3-ljudexempel[död länk]
- Meyerbeer operan Semiramide MP3-ljudexempel
- Musorgskij operan Boris Godunov, Kirov Opera & Orchestra / Valery Gergiev MP3-ljudexempel
- Offenbach ur Les Contes d’Hoffmann (Hoffmanns äventyr): Olympias aria, Miliza Korjus MP3-ljudexempel
- Verdi ur operan Rigoletto aria La donna e mobile MP3-ljudexempel
- Wagner operan Die Walküre, James Levine, James Morris, Jessye Norman, Reinhild Runkel MP3-ljudexempel

### Introduktion av opera i Sverige
Drottning Kristina lät under mitten på 1600-talet sätta upp de första operorna i Sverige. Vid mitten på 1700-talet hade franska och italienska operasällskap etablerats, och de tyska kom ofta på besök. Drottning Lovisa Ulrika byggde upp Drottningholmsteatern 1754; som återuppbyggdes 1766 efter branden 1762. Gustav III, som var djupt intresserad av konstliv inklusive teater, musik och opera, bestämde sig 1771 att avskeda det franska operasällskapet och att sätta upp en svensk opera. Bollhuset vid Slottsbacken användes som en temporär teater från 1773, där Francesco Antonio Uttinis Thetis och Pelée (1773), Aline, drottning av Golconda (1776) och Johann Gottlieb Naumanns Amphion (1778) sattes upp. Naumann kom senare att skriva nationaloperan Gustaf Vasa (1786). I Bollhuset sattes även Christoph Willibald Glucks Orfeus et Euredice 1773 upp, alltså före premiären i Paris. Carl Stenborg skrev den första svenska historiska operan i och med Kung Gustav Adolfs Jakt (1777), och var för övrigt känd som författare till flera sångspel.
Gustav III anställde 1778 Joseph Martin Kraus som kommissionerades för att skriva Aeneas i Kartago för invigningen av det nya operahuset som höll på att byggas. Kraus var stor förespråkare för Gluck och deltog därmed i en intensiv debatt i Stockholms-Posten om opera estetik som gällde Gluck eller inte Gluck. Omständigheter med en flyende dansk primadonna (Caroline Walter/Möller) gjorde att operahuset invigdes först efter Gustav III:s död med Naumanns Cora och Alonzo 30 september 1792. Aeneas i Kartago fick vänta ända till 2 juli 2006 för en scenuppsättning, och då inte i Stockholm utan vid Staatstheater i Stuttgart (urdrag och konsertframföranden skedde dock i Sverige).

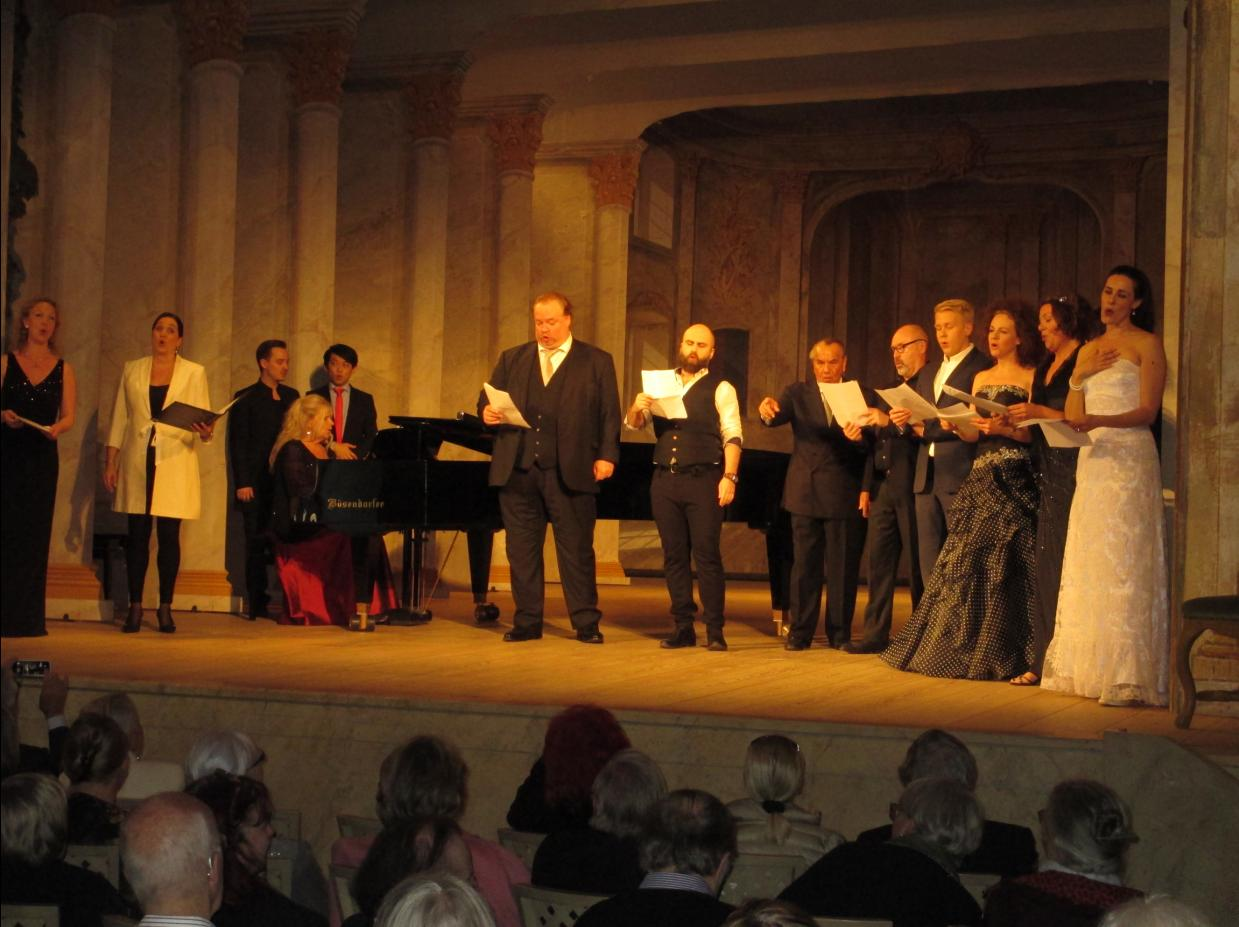
Svenska operasångare hyllar Kjerstin Dellert och Ulriksdals slottsteater på 40-årsjubileet 2016 för dess finansiering, renovering och återöppnande.

Den Kungliga operans teater revs 1890 för att ge plats för dagens byggnad (vilken byggdes 1898). Vid invigningen spelades delar av Franz Berwalds Estrella de Soria.
Några tonsättare som vidareutvecklade svensk operakonst var:
- Ivar Hallström med Den bergtagna (1874)
- Ture Rangström med bland annat Kronbruden (1915; efter August Strindberg)
- Wilhelm Stenhammar med Gildet på Solhaug (1899)
- Andreas Hallén med Waldemarsskatten (1899)
- Hilding Rosenberg med Marionetter (1939) och Lycksalighetens ö (1945)
- Karl-Birger Blomdahl med Aniara (1959)
- Sven-Erik Bäck med Tranfjädrarna (1957)
- Lars Johan Werle med Drömmen om Thérèse (1964) och Tintomara (1973)
- Gunnar Bucht med Tronkrävarna (1966)
- Daniel Börtz med Backanterna (1991)
- Ingvar Lidholm med Ett drömspel (1992)
- Sven-David Sandström med Staden (1998)

I Sverige finns två scener av nationell betydelse: Kungliga Operan i Stockholm och Göteborgsoperan. Viss begränsad verksamhet sker inom Norrlandsoperan i Umeå, Värmlandsoperan i Karlstad (som brukar lyckas med att klämma in stora operor på sin minimala scen), Malmö Opera och Musikteater och Folkoperan i Stockholm. Under sommaren finns operaverksamheter i Dalhalla och flera slottsteatrar som till exempel Drottningholmsteatern och Ulriksdals slottsteater.

### 1900-talet

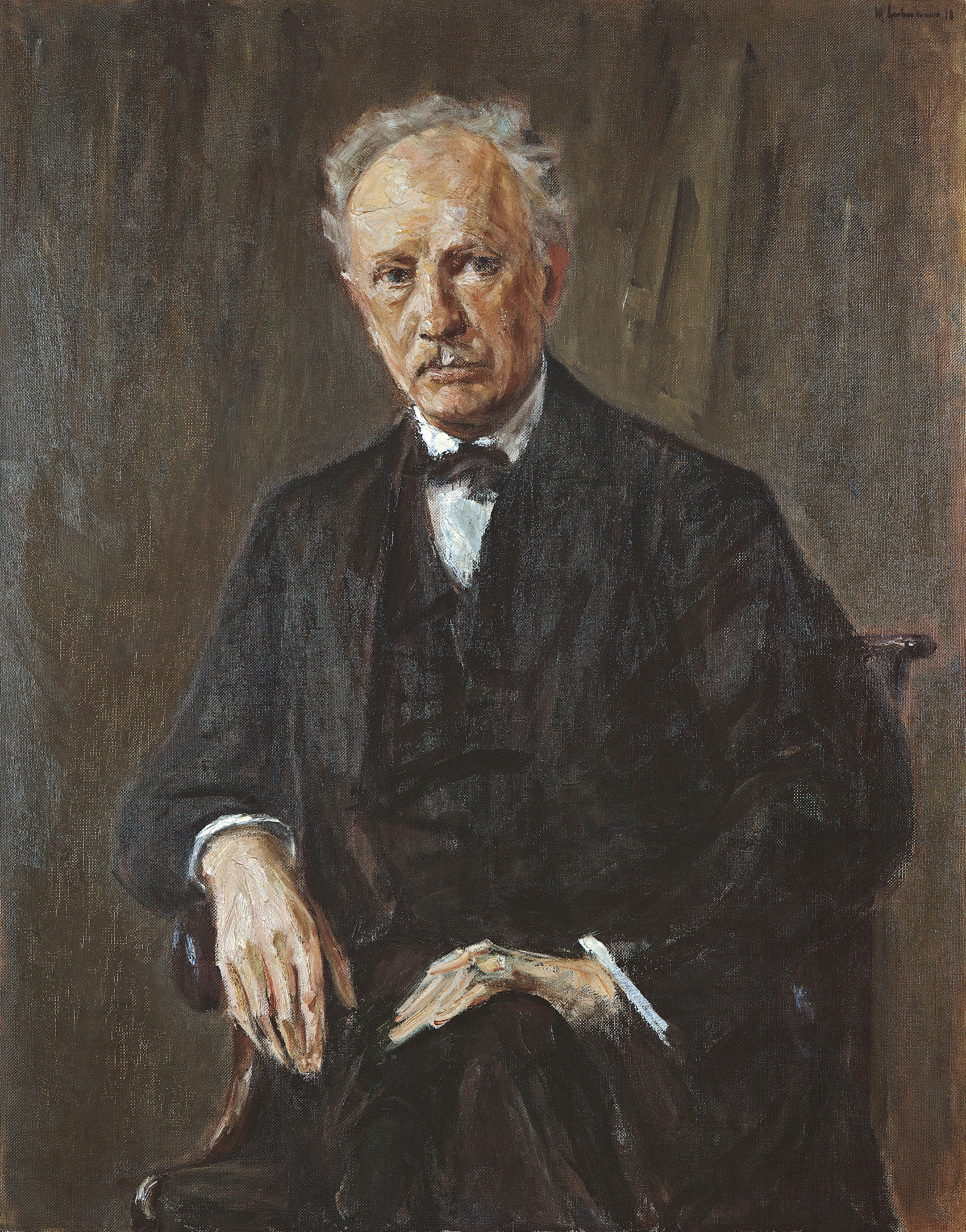
Richard Strauss.

Det karaktäristiska för 1900-talet är dels experimentlusta, dels återanvändning och vidareutveckling av beprövade stilar.
I Tyskland/Österrike kom erövringarna inom harmoni- och instrumentering hos Richard Wagner och de stora tyska symfonikerna att speglas i operan. Richard Strauss med de starkt expressiva operorna Salome (1905), Elektra (1908), och Die Frau ohne Schatten (1919) flyttade fram gränserna för tonalitet och komplex instrumentering i operasammanhang. Hans övriga operor som den mozartska Der Rosenkavalier (1911; en klar publikfavorit!), Ariadne på Naxos (med en opera i operan), Arabella (1933) och Capriccio (1942) (med diskussion om vad som är viktigare i en opera – ord eller musik) är betydligt mer lättsmälta. Hans Pfitzner, som var en ytterst konservativ levererade bland annat Palestrina (1917). Erich Wolfgang Korngold kom också med ett antal tungorkestrerade operor som Die tote Stadt (1920), liksom Paul Hindemith med Mathis der Maler (1938) och Cardillac (1926). Förenkling i formen kan hittas hos Carl Orff (så kallad neoprimitivism) och hos Kurt Weills kabarettform med Tolvskillingsoperan och Staden Mahagonnys uppgång och fall (med text av Bertolt Brecht).
Alban Berg och Arnold Schönberg var under unga åren vuxit ur det senromaniska språket och startade tolvtonsmusikens revolution. Berg skrev Wozzeck (1915–21) och Lulu (1934) som tack vare ett starkt manus och högkvalitativ musik är en av 1900-talets operahöjdpunkter. Schönbergs intensiva monologoperor Erwartung (1909), Von heute auf morgen (1928) och Moses och Aron (1930–32) visar tonsättarens skicklighet även om verken kan vara svåra för lyssnare ovana vid dodekafonin.
I Frankrike impressionisten Claude Debussy inspirerad av Wagner skrev sin egen version av Tristan och Isolde i form av operan Pelléas och Mélisande (opera, Debussy) (1902). Arthur Honeggers Judith (1925) och Antigone (1927) vid sidan av ett par oratorier, och några operor av Darius Milhaud var milstenar i scenmusikens utveckling. Francis Poulenc gjorde några uppmärksammade försök inom opera med Karmelitsystrarna (1957) och La voix humaine (Vox humana) (1958).
I Italien dominerade sedan slutet av 1800-talet verismen med bland annat sena operor av Puccini, de odödliga operorna Tosca (1900), Madama Butterfly (1904), La fanciulla del West/Flickan från Vilda Västern (1910), den mindre spelade La rondine/Svalan (1917), omvälvande Il trittico/Triptyken (bestående av Il tabarro/Rocken/Kappan/Manteln, Gianni Schicchi och Suor Angelica/Syster Angelica) (1918) och inte minst Turandot (1926).
Bland ryssar kom Igor Stravinskij visa sig som en stark tonsättare av inte bara baletter utan även opera med Oedipus Rex (1927) och Rucklarens väg (1951). I Sovjetunionen försökte Dmitrij Sjostakovitj att skriva en sovjetisk opera, men på grund av motståndet från regimen stannade hans försök vid Näsan (1930), efter Gogol, och Lady Macbeth från Mtsenskdistrikten (1934). Ett annat exempel på sovjetoperan är Stilla flyter Don av Dzerzjinskij (1935). Prokofjevs fantasirika Kärleken till de tre apelsinerna (1921), och storslagna Krig och fred (1946) måste också omnämnas.
I Tjeckoslovakien, i och med att den nationella frigörelsen från den tyska kulturen kom igång, skrev Leoš Janáček flera revolutionerande operor, som slog igenom långt utanför det lilla tjeckiska språkområdet, med Katja Kabanova, Den listiga lilla räven (1923), Vec Macropulos/Testamentet (1923–25) och Z martvého domu/Döda huset (1928).
I Polen fick, Karol Szymanowskis opera Król Roger/Kung Roger (1926) och Krzysztof Pendereckis Djävlarna i Loudun (1969) internationell spridning.
Bland ungrarna finns först och främst Béla Bartók med Riddar Blåskäggs borg (1911, reviderad 1912 och 1918), Zoltán Kodálys Háry János (1926), Snurrande rum (1932) och Czinka Panna (1948) samt György Ligeti med Le Grand Macabre/Den stora makabern som hade urpremiär i Stockholm 1978.
George Gershwin skrev en amerikansk opera Porgy och Bess (1935) som enligt tonsättarens vilja ska spelas av svarta. Amerikanska minimalisterna som Philip Glass med Einstein on the Beach (1976) och John Adams med Nixon in China (1987) visar ett annorlunda sätt att skapa en opera.

#### Musikexempel
- Alban Berg operan Wozzeck, Katarina Dalayman MP3-ljudexempel
- Korngold operan Die Tote Stadt, Kungliga Operan MP3-ljudexempel
- Puccini ur operan Turandot, Nessun dorma, Alessandro Valente MP3-ljudexempel
- Richard Strauss ur Der Rosenkvaljer Överlämnande av silverrosen, Krista Adams Santilli MP3 piano+sopran
- Richar Strauss ur Elektra, Scen möte av Orestes och Elektra, Deborah Polaski, Tomasz Konieczny MP3
- Stravinskij ur The Rakes Progress, No Word from Tom, Julie Brown MP3 piano+sopran
- Weill ur operan Die Dreigroschenoper Kanonsången (för brass) MP3

## Operaterminologi
- Förspel eller uvertyr, de flesta operorna inleds av ett orkesteravsnitt innan ridån går upp. Avsikten är att försätta publiken i rätt stämning innan operans handling går igång. Formen för uvertyren/förspelet varierar med epoken – allt mellan större symfoniskt verk som till exempel förspelet till Wagners Mästersångarna i Nürnberg, eller presentation av någon slående aria i operan som till exempel Verdis La traviata. Undantag finns också: Verdi i Otello satte upp ett dramatiskt körstycke som en uvertyr, och Richard Strauss uteslutit förspelet i Elektra och Salome, liksom Verdi i Falstaff.
- akt, de flesta operorna är uppdelade i akter och däremellan brukar pauser förläggas. Vid fransk opera är akterna ofta korta och då är det inte ovanligt att ett par akter i en enhet slås ihop.
- Scen, en akt brukar uppdelas i scener, som kan vara förlagda till olika ställen och kräver olika dekor, eller så skillnader i handlingen motiverar uppdelning i olika scener. En del operor saknar uppdelning i akter, och då består operan direkt av ett antal scener.
- Mellanspel eller intermezzo är ett orkesteravsnitt som kan fogas in i en akt eller scen för att låta åskådarna smälta handlingen, få en återhämtning efter en explosiv scen, eller helt enkelt för att ge scenarbetarna chans att byta dekoren. En del intermezzi har blivit älskade konsertstycken som även spelas fristående, till exempel mellanspelet från Pietro Mascagnis Cavalleria Rusticana/På Sicilien eller från Massenets Thaïs
- Aria är en sångbar del av en scen, i de flesta fall är det en monolog där sångaren ska uttrycka sina känslor, fatta ett beslut, bli vansinnig eller dö. I operavärlden brukar tiden stanna till under en aria, och fortsätter när den är slut. En del arior kan vara ensemblenummer som duett, trio, osv.
- Recitativ är ett parlando eller talat avsnitt som fungerar som samtal eller monolog och ska föra handlingen framåt. Brukar ha viss ackompanjemang.
- I modernare tider (från 1800-talet) har skillnaden mellan traditionell aria och recitativ suddats ut.
- Ensemblesång: duett, terzett, kvartett, kvintett, sextett, septett, oktett, nonett – oftast en aria med 2–9 deltagare. Några berömda ensembler kan hittas i Lucia di Lammermoor, Barberaren i Sevilla och Mästersångarna i Nürnberg.
- Kör, är en en- eller mångstämmig sångkör som agerar allt mellan statister som till exempel sjungande bönder som skördar, klassisk grekisk dramakör som kommenterar händelser, eller bara musikalisk inramning.
- Balett brukar användas i opera som en illustration, framför allt i fransk opera.
- Final är en slutscen eller del av en slutscen för hela operan eller för en akt. Ofta stegras spänningen till maximum eller förs handlingen till en naturlig slutpunkt.
- Ledmotiv är en teknik som infördes av Richard Wagner som ett sätt att med en musikfras referera till personer, händelser, föremål eller stämningar. När lyssnaren, genom pavlovsk upprepning associerar frasen med till exempel Wotans spjut, så blir det logiskt att tänka på Wotans spjut när åskådaren hör frasen.
- Röstlägen – de grundläggande röstlägena är: sopran, mezzosopran/alt, tenor, baryton och bas. Rösterna, framförallt sopraner och tenorer, differentieras efter styrka och rörlighet – en lyrisk sopran eller koloratursopran lämpar sig inte för tunga Wagnerroller, vilket kräver en dramatisk sopran med hög volym och uthållighet, och en dramatisk sopran saknar den rörlighet som koloratursång kräver. På samma sätt är tunga wagnerska hjältetenorer och rörliga tungvrickande Rossini-tenorer mycket olika.

## Berömda operatonsättare
- Vincenzo Bellini (till exempel La sonnambula, Norma, I Puritani)
- Alban Berg (till exempel Wozzeck, Lulu)
- Georges Bizet (till exempel Carmen)
- Gaetano Donizetti (till exempel Lucia di Lammermoor, Kärleksdrycken)
- Christoph Willibald Gluck (till exempel Orfeus och Eurydike)
- Jules Massenet (till exempel Werther)
- Claudio Monteverdi (till exempel Orfeo, Arianna, Poppeas kröning)
- Wolfgang Amadeus Mozart (till exempel Figaros bröllop, Don Giovanni, Così fan tutte, Trollflöjten, Idomeneo)
- Jacques Offenbach (Hoffmanns äventyr)
- Giacomo Puccini (till exempel Manon Lescaut, La Bohème, Tosca, Turandot, Madama Butterfly)
- Gioacchino Rossini (till exempel Barberaren i Sevilla, Le Comte Ory)
- Richard Strauss (till exempel Elektra, Rosenkavaljeren, Salome)
- Pjotr (i väst ofta Peter) Tjajkovskij (till exempel Eugen Onegin)
- Giuseppe Verdi (till exempel Aida, La traviata, Trubaduren, Rigoletto, Macbeth, Otello)
- Richard Wagner (till exempel Tannhäuser, Mästersångarna i Nürnberg, Den flygande holländaren, Tristan och Isolde, Nibelungens ring)

## Berömda operahus
- Bayreuth Festspielhaus i Bayern
- La Scala i Milano
- Metropolitan Opera i New York
- Opera Garnier i Paris
- Royal Opera House i Covent Garden i London
- Semperoper i Dresden
- Sydney Opera House i Sydney
- Staatsoper i Wien
- Teatro Colón i Buenos Aires
- Operahuset i Bjørvika i Oslo
- Zürichoperan

## Divakulten
Parallellt med operan utvecklades kulten av firade dansare, sångare och sångerskor – deltagande av en primaballerina eller primadonna var ofta en garant för succé. Begreppet diva är dock mer reserverad för bortskämda sångare som kräver respekt och uppskattning och passar perfekt in i bilden – liksom i opera är det fråga om storslagna sinnesstämningar, utspel och temperament. Listan på manliga och kvinnliga divor vore mycket lång så här tar vi bara upp ett exempel: Maria Callas – en stor konstnär och temperamentsfull personlighet.